# 坎班貝
09°45′31″S 14°30′44″E / 9.75861°S 14.51222°E
坎班貝（葡萄牙語：Cambambe），是安哥拉的城鎮，位於該國西北部，由北廣薩省負責管轄，面積5,212平方公里，東鄰卡曾戈，2006年人口91,984，人口密度每平方公里18人。